# Фуруяма Моромаса
Фуруяма Моромаса (*古山師政, 1688  —1735) — японський художник жанру укійо-е періоду Едо. Представник школи Фуруяма.

## Життя та творчість
Можливо був сином художника Фуруяма Моросіґе. Народився 1688 року в Едо. Відомостей про його життя збереглося вкрай мало. Навчався у відомого художника Хішікава Моронобу.
Спеціалізувався в жанровому живописі, віддаючи перевагу зображенню красунь кварталу Йосівара, сцен зі звичайного життя, спортивних поєдинків. Він одним з перших серед японських художників став застосовувати лінійну перспективу в своїх роботах. Застосування лінійної перспективи, на думку дослідників, сталося під впливом китайських видових гравюр (мегане-е).
Перспектива використовувалася Фуруяма Моромасою для зображення інтер'єрів чайних будинків. Ретельне опрацювання всіх планів змушували глядача уважно і довго розглядати гравюру, викликаючи до неї додатковий інтерес.
Найвідомішою роботою є 30-метровий сувій, де зображено повсякденне життя Едо.